# امین الطیبی
امین الطیبی (انگلیسی: Amine Et-Taïbi؛ زادهٔ ۵ فوریهٔ ۲۰۰۳) بازیکن فوتبال اهل بلژیک است که در حال حاضر برای کلوب بروژ در پست هافبک بازی می‌کند.
وی همچنین در تیم‌های ملی فوتبال زیر ۱۵ سال، زیر ۱۷ سال بلژیک و زیر ۲۳ سال مراکش بازی کرده است.

## دوران باشگاهی
امین الطیبی محصول آکادمی‌های مشلان و خنک است و اولین قرارداد حرفه‌ای خود را با خنک در ۶ دسامبر ۲۰۱۸ امضا کرد. در ۲۸ ژوئیه ۲۰۲۱، او قرارداد دوم خود را با خنک تا سال ۲۰۲۴ تمدید کرد. او اولین بازی خود را با تیم ذخیره خنک، یانگ خنک، در اوت ۲۰۲۲ انجام داد.
در ۱۹ ژوئیه ۲۰۲۳، الطیبی به کلوب نکست با قراردادی دو ساله منتقل شد. او اولین بازی بزرگسالان خود را با کلوب بروژ در سوپر جام بلژیک ۲۰۲۴ در ۲۰ ژوئیه ۲۰۲۴ انجام داد که با شکست ۲–۱ مقابل سن ژیلواز همراه بود.

## دوران ملی
امین الطیبی در بلژیک به دنیا آمده و اصالتاً مراکشی است. از ۲۰۱۸ تا ۲۰۲۱، او نماینده تیم‌های ملی فوتبال بلژیک در رده‌های زیر ۱۵ تا زیر ۱۹ سال بود. در ژوئن ۲۰۲۳، به تیم ملی فوتبال زیر ۲۰ سال مراکش برای مسابقات تورنمنت موریس روولو ۲۰۲۳ دعوت شد. در مارس ۲۰۲۴، برای مسابقات انتخابی المپیک تابستانی ۲۰۲۴ به تیم ملی فوتبال زیر ۲۳ سال مراکش دعوت شد.